# Odległość Bhattacharyyi
Odległość Bhattacharyyi – miara stosowana w statystyce do oszacowania różnicy między dwoma rozkładami prawdopodobieństwa. Jest szczególnym przypadkiem bardziej ogólnej odległości Chernoffa.

## Definicja
Gdy dane są dwa rozkłady prawdopodobieństwa {\displaystyle p_{1}} i {\displaystyle p_{2},} współczynnik Bhattacharyyi definiuje się jako
{\displaystyle \rho =\int {\sqrt {p_{1}(x)p_{2}(x)}}\,dx}
Odległość Bhatacharyyi definiuje się jako:
{\displaystyle d_{b}(p_{1},p_{2})=-\ln \rho .}
Współczynnik {\displaystyle \rho } leży w przedziale {\displaystyle [0,1],} zatem {\displaystyle 0\leqslant d_{b}\leqslant \infty }

## Wzory dla poszczególnych rozkładów
| Typ rozkładu                                                           | Wzór rozkładu {\displaystyle p_{i}(x)}                                                                                           | Wartość {\displaystyle d_{b}(p_{1},p_{2})} |
| ---------------------------------------------------------------------- | --- | --- |
| Jednowymiarowy rozkład Gaussa: {\displaystyle N(\mu _{i},\sigma _{i})} | {\displaystyle {\frac {1}{\sigma _{i}{\sqrt {2\pi }}}}\exp \left({\frac {-(x-\mu _{i})^{2}}{2\sigma _{i}^{2}}}\right)}           | {\displaystyle {\frac {1}{4}}{\frac {(\mu _{1}-\mu _{2})^{2}}{\sigma _{1}^{2}+\sigma _{2}^{2}}}+{\frac {1}{2}}\ln \left({\frac {\sigma _{1}^{2}+\sigma _{2}^{2}}{2\sigma _{1}\sigma _{2}}}\right)}          |
| n-wymiarowy rozkład Gaussa: {\displaystyle N(\mu _{i},C_{i})}          | {\displaystyle {\frac {1}{(2\pi )^{n/2}\|C_{i}\|^{1/2}}}\exp \left(-{\frac {1}{2}}(x-\mu _{i})^{T}C_{i}^{-1}(x-\mu _{i})\right)} | {\displaystyle {\frac {1}{8}}(\mu _{1}-\mu _{2})^{T}C^{-1}(\mu _{1}-\mu _{2})+{\frac {1}{2}}\ln \left({\frac {\|C\|}{\sqrt {\|C_{1}\|\|C_{2}\|}}}\right),} gdzie {\displaystyle C={\frac {C_{1}+C_{2}}{2}}} |
| Rozkład Poissona                                                       | {\displaystyle {\frac {e^{-\lambda _{i}}\lambda _{i}^{k}}{k!}}\delta (x-\lambda _{i})}                                           | {\displaystyle {\frac {1}{2}}({\sqrt {\lambda _{1}}}-{\sqrt {\lambda _{2}}})^{2}} |